# Leche merengada

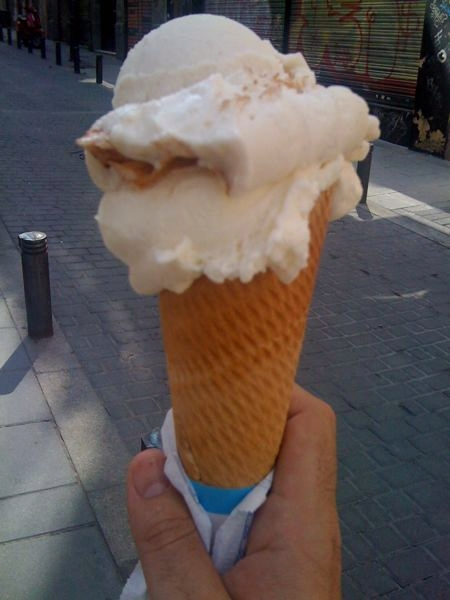
Un helado de leche merengada.

La leche merengada es una bebida muy típica de la gastronomía de España a base de leche y clara de huevo, que suele endulzarse con azúcar y aromatizarse con canela. Se suele servir bien fría, de tal forma que parte de la bebida esté parcialmente congelada y con una textura muy similar a la nieve. Es una bebida que se ofrece por regla general en heladerías y horchaterías a lo largo de las ciudades españolas.

## Características

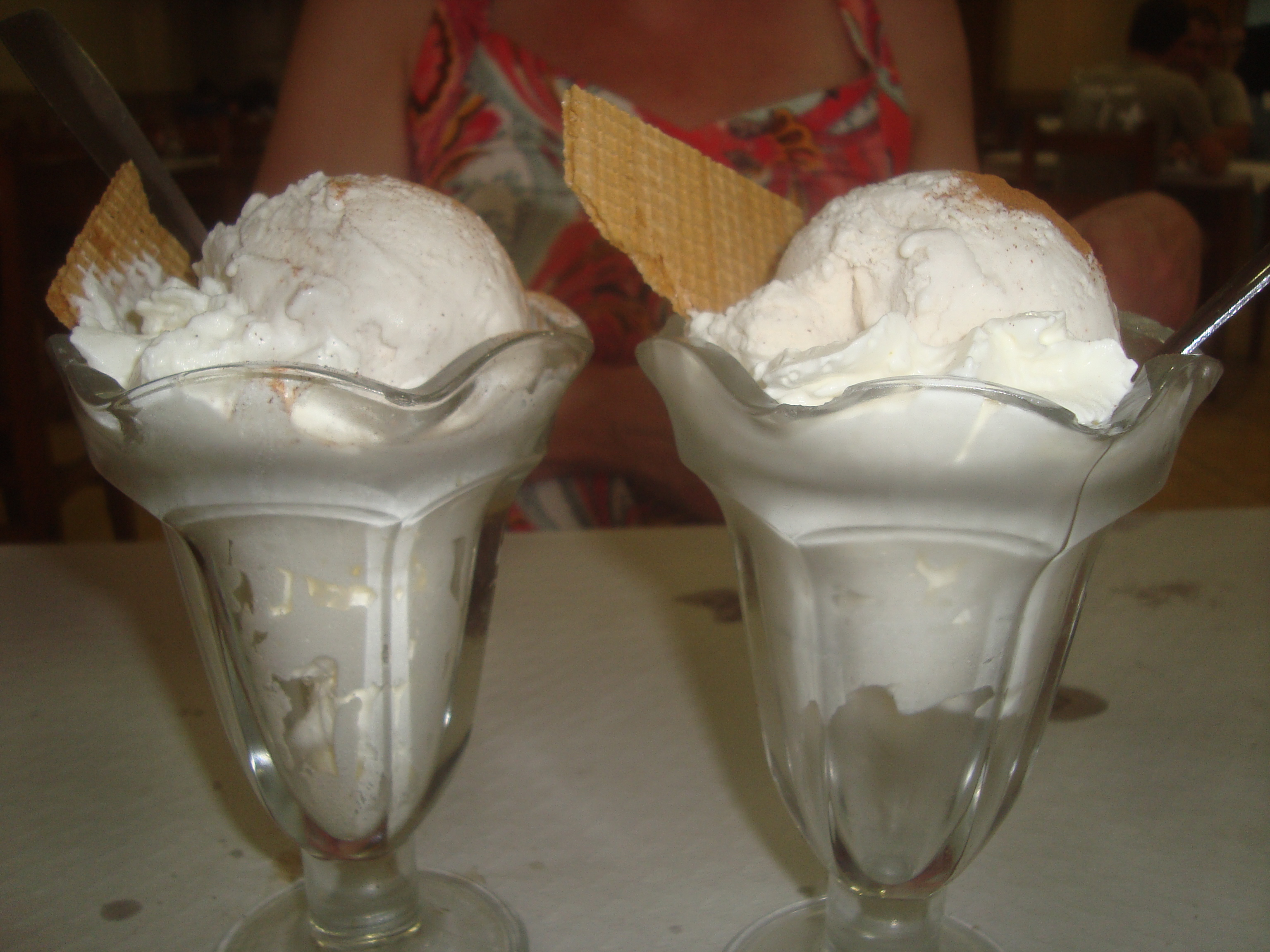
Copas de helado de leche merengada.

Técnicamente esta bebida se considera un batido de leche con huevo endulzado con cualquier tipo de edulcorante (habitualmente azúcar). Para su realización se mezclan en la leche («en caliente»): clara de huevo, azúcar, canela (en rama y en polvo) y, en ocasiones, corteza de limón (en algunas ocasiones se menciona vainillina). Para saborizar suele emplearse una dosis pequeña de sal. La mezcla suele batirse en una batidora eléctrica (antiguamente se hacía a mano). Esta mezcla suele ponerse en el congelador con el objeto de que vaya adquiriendo esa textura semicongelada que recuerda a la nieve. 
Se sirve de varias formas: algunos cocineros añaden por ejemplo unas gotas de café. Las características nutritivas de la bebida hace que pueda considerarse en algunas ocasiones un postre que es servido tras una comida, en ciertas ocasiones una merienda o simplemente una bebida reconstituyente.